# Edmund Fitzgerald
SS Edmund Fitzgerald byla americká jezerní loď pro přepravu sypkého nákladu, která se 10. listopadu 1975 potopila v bouři na Hořejším jezeře. Postavena byla loděnicí Great Lakes Engineering Works pro pojišťovnu Northwestern Mutual a na vodu spuštěna 7. června 1958. S délkou 222 metrů se na více než rok stala držitelkou neoficiálního titulu „královna jezer“ (anglicky Queen of the Lakes) pro nejdelší loď provozovanou na Velkých jezerech. Jde o největší loď, která se na Velkých jezerech potopila.
Během 17 let své kariéry převážela železnou rudu z dolů v okolí města Duluth do železáren v Detroitu, Toledu a dalších přístavů na pobřeží Velkých jezer, přičemž stanovila několik rekordů v množství přepraveného nákladu. Loď byla oblíbená mezi fanoušky vodní dopravy, které kapitán Peter Pulcer při plavbě v blízkosti pobřeží bavil přehráváním hudby přes lodní interkom.
Na svou osudnou plavbu se s nákladem železné rudy vydala z přístavu Superior odpoledne 9. listopadu 1975 pod vedením kapitána Ernesta M. McSorleyho. Spolu s nákladní lodí Arthur M. Anderson, která se k ní po cestě přidala, se následujícího dne ocitly v silné bouři s vlnami dosahujícími výšky až 11 m. Edmund Fitzgerald se náhle potopil 10. listopadu těsně po 19.10 v kanadských vodách Hořejšího jezera. Jeho vrak, nalezený několik dní po nehodě, leží v hloubce 160 m. 
Ačkoliv posádka v průběhu plavby informovala okolí o potížích na lodi, včetně náklonu, před potopením nevyslala žádné nouzové volání, poslední zpráva z lodi zněla: „Držíme se.“ Všech 29 členů posádky zahynulo, v průběhu pátrání nebyla nalezena ani jejich těla. Existuje množství teorií ohledně příčin potopení lodi, včetně zaplavení nákladového prostoru, najetí na mělčinu, rozlomení vlivem selhání konstrukce, případně i kombinace více faktorů. Přesná příčina však určena nebyla. 
Potopení lodi Edmund Fitzgerald je jedním z nejznámějších v dějinách plavby na Velkých jezerech. Populární se stalo i díky písni Gordona Lightfoota The wreck of the Edmund Fitzgerald z roku 1976. Havárie vedla ke změnám v lodní dopravě v oblasti Velkých jezer, např. zavedení navigačního systému, povinnému vybavení lodí zařízením pro zjišťování hloubky a záchrannými obleky či častějším prohlídkám plavidel. 

## Historie

### Stavba

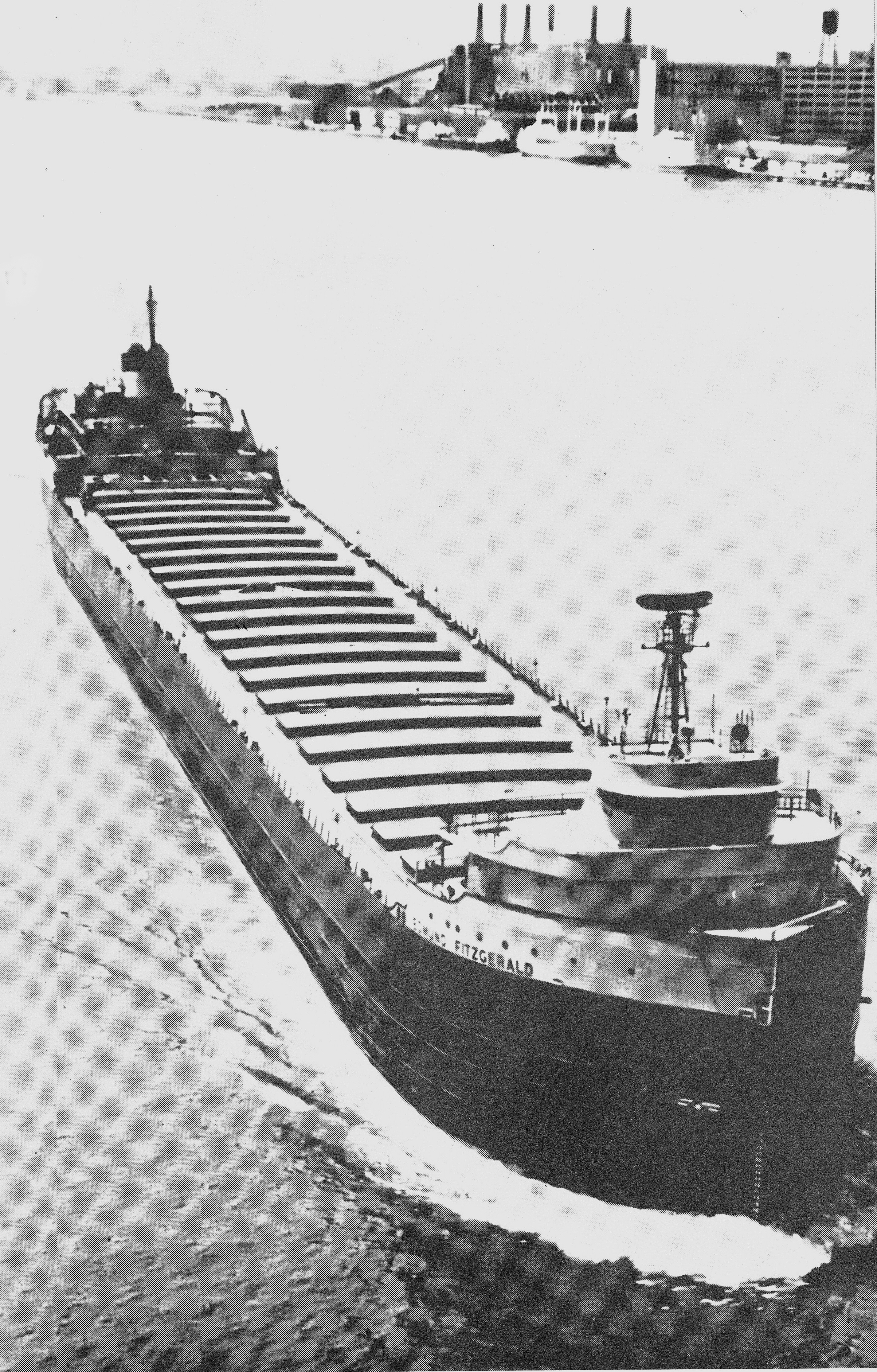
Edmund Fitzgerald v nenaloženém stavu

Pojišťovací společnost Northwestern Mutual Life Insurance Company, investující také do těžebního průmyslu, si stavbu lodi Edmund Fitzgerald objednala v roce 1957 u loděnice Great Lakes Engineering Works (GLEW) v River Rouge ve stát Michigan. Nová loď se měla těsně přiblížit maximální povolené délce pro lodě na tehdy dokončované vodní cestě Saint Lawrence Seaway, spojující Velká jezera s řekou sv. Vavřince a Atlantským oceánem. S délkou 222 m, šířkou 23 m a ponorem 7,6 m šlo o vůbec první jezerní loď konstruovanou ve velikosti blízké limitu Seawaymax. Hloubka trupu byla 11,9 m. Kýl byl položen 7. srpna 1957. Nosnost lodi byla přibližně 26 000 DWT, nákladový prostor, rozdělený nevodotěsnými přepážkami do tří oddílů, měl hloubku asi 10,2 m. Plněn byl skrz 21 vodotěsných poklopů o rozměrech 3,4 × 14,6 m ze 7,9 mm tlusté oceli. Vybavení interiérů bylo na poměry nákladních lodí poměrně luxusní, prostory posádky byly vybaveny klimatizací a na lodi byly také kajuty pro hosty.

### Spuštění na vodu

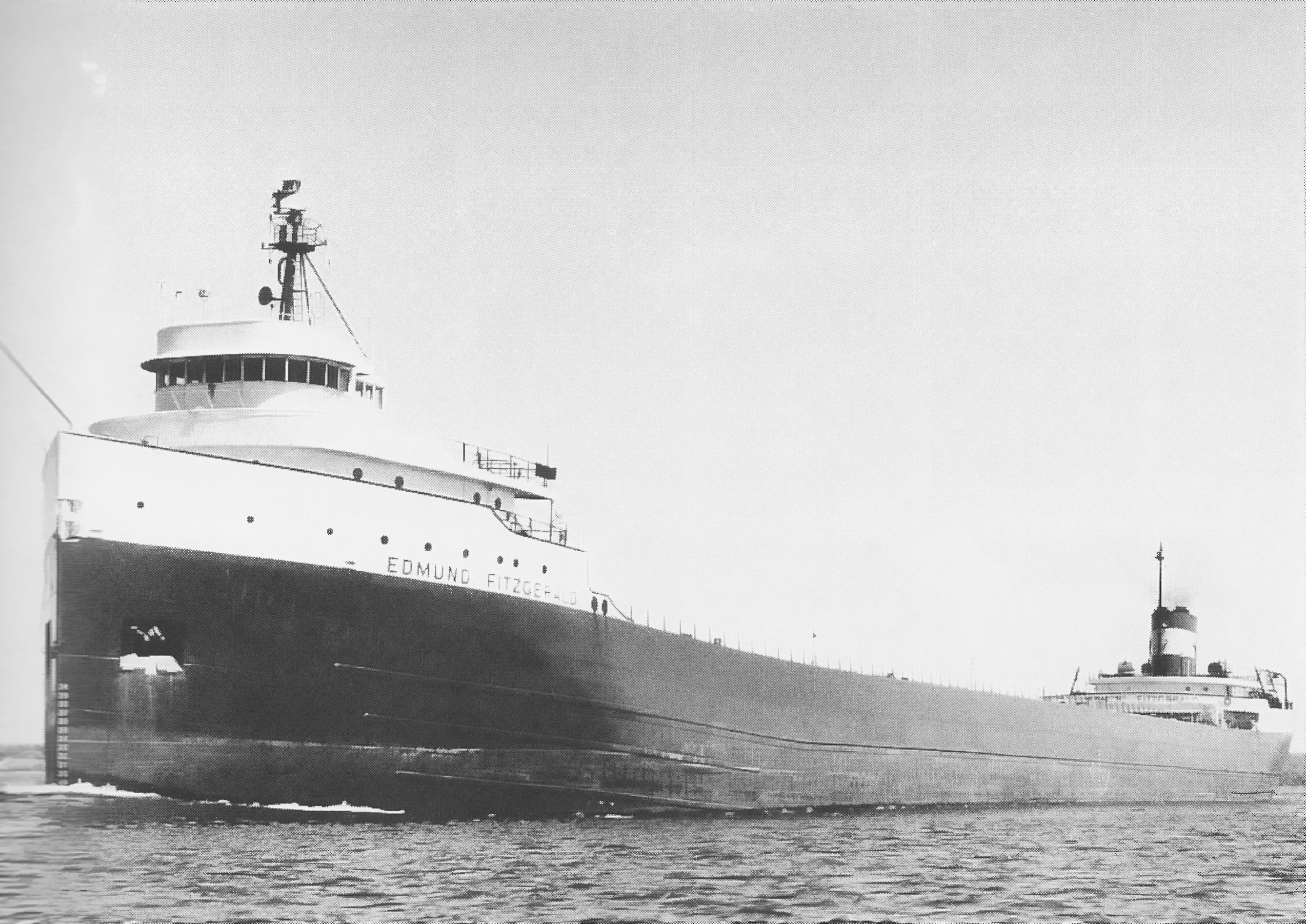
Edmund Fitzgerald při plavbě

Loď byla pojmenována po Edmundu Fitzgeraldovi, prezidentovi společnosti Northwestern Mutual. Křest lodi a spuštění na vodu proběhlo 7. června 1958, ceremonie se zúčastnilo přes 15 000 lidí a událost se neobešla bez komplikací. Fitzgeraldově manželce Elizabeth se podařilo rozbít lahev šampaňského o trup lodi až na třetí pokus a spuštění se zpozdilo o 36 minut kvůli problémům při uvolňování lodi. Loď byla spouštěna bočně, po ponoření do vody vytvořila vlnu, která smočila okolo stojící diváky, plavidlo navíc narazilo do mola. 22. září 1958 loď zakončila devět dní trvající zkoušky.

### Služba
Loď na základě 25ročního kontraktu provozovala těžařská společnost Oglebay Norton Corporation prostřednictvím své divize Columbia Transportation, jejíž flotily se Edmund Fitzgerald stal vlajkovou lodí. Loď přepravovala železnou rudu těženou v oblasti kolem západního okraje Hořejšího jezera, přístav určení se mohl lišit, ale často šlo o železárny v Detroitu nebo Toledu. Během své kariéry překonala několik rekordů v množství přepraveného nákladu, vůbec největší náklad v rámci jedné plavby odvezla v roce 1969, a to 27 842 t. Nakládka lodi trvala přibližně čtyři a půl hodiny, vykládka pak kolem čtrnácti hodin. Cesta z přístavu Superior do Detroitu a zpět obvykle zabrala pět dní a loď během jedné sezóny absolvovala průměrně 47 podobných plaveb. Do listopadu 1975 loď podnikla téměř 750 zpátečních plaveb a urazila přes jeden milion námořních mil.
Edmund Fitzgerald byl populární mezi fanoušky lodní dopravy, mimo jiné i zásluhou kapitána Petera Pulcera, který při plavbě po řekách Detroit a sv. Kláry pouštěl nahlas hudbu do lodního interkomu, čímž si vysloužil přezdívku „DJ kapitán“, při proplouvání zdymadly Soo zase s oblibou prostřednictvím megafonu přihlížející bavil informacemi o lodi. Edmund Fitzgerald také obdržel několik přezdívek, např. „Pride of the American Side“, „Mighty Fitz“ nebo „Toledo Express“. 
V roce 1969 loď obdržela příďové dokormidlovací zařízení poháněné dieselovým motorem a v přestávce mezi sezónami 1971 a 1972 byly její kotle původně spalující uhlí přestavěny na spalování kapalných paliv. V roce 1969 Edmund Fitzgerald najel na mělčinu, v roce 1970 se srazil s jinou nákladní lodí a k několika kolizím došlo také se stěnami plavebních komor. V roce 1974 přišel o jednu ze svých původních kotev. Žádná z těchto událostí však nebyla považována za vážnou ani neobvyklou. Jelikož sladkovodní plavidla mají větší životnost než lodě plavící se ve slané vodě, mohl mít v době svého potopení před sebou Edmund Fitzgerald ještě dlouhou kariéru.

### Poslední plavba

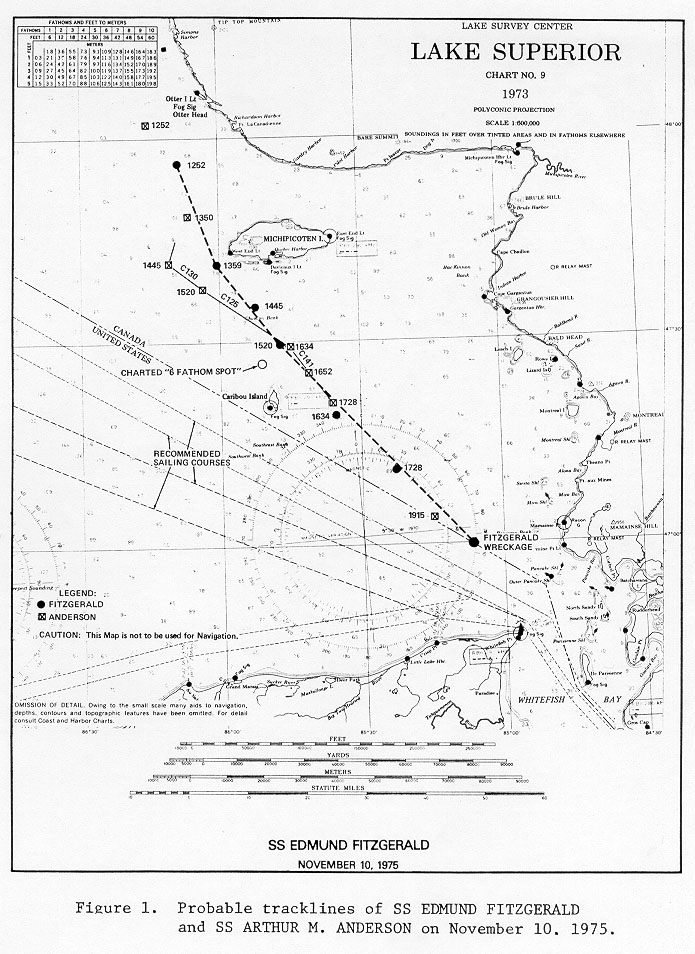
Pravděpodobná trasa Edmunda Fitzgeralda a Arthura M. Andersona

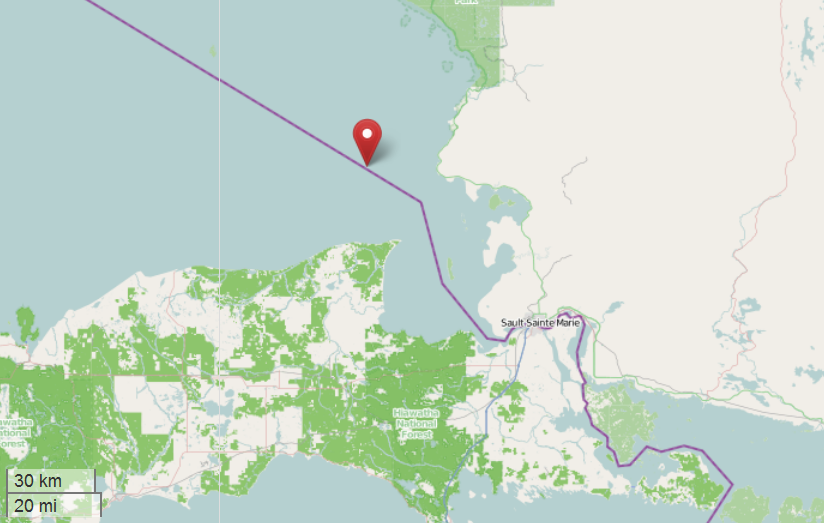
Poloha vraku poblíž státní hranice

Edmund Fitzgerald pod velením kapitána Ernesta M. McSorleyho opustil v 14.15 EST dne 9. listopadu 1975 přístav Superior s nákladem 26 535 t železnorudných pelet pro ocelárny na ostrově Zug poblíž Detroitu. Během plavby se k němu připojila loď Arthur M. Anderson, mířící z přístavu Two Harbors do Gary, a obě lodě v podobném kurzu pokračovaly napříč Hořejším jezerem. Podle Národní meteorologické služby (National Weather Service, NWS) měla následujícího dne oblastí na jih od Hořejšího jezera procházet bouře, v 19.00 bylo vydáno varování před vichřicí (stupně 8 a 9 na Beaufortově stupnici) pro celé jezero se směrem větru z východu až severovýchodu. V 1.00 dne 10. listopadu Fitzgerald, nacházející se přibližně 20 mil jižně od ostrova Isle Royale, hlásil vítr o rychlosti 52 uzlů a třímetrové vlny. Kolem 2.00, poté co NWS varovala před větrem o rychlosti až 50 uzlů (odpovídá stupni 10 Beaufortovy stupnice), se kapitáni Andersona a Fitzgeralda rozhodli odchýlit od obvyklé trasy pro plavbu směrem na východ a plout blíže podél severního pobřeží jezera, poskytujícího částečnou ochranu před vichřicí. Kolem 3.00 se rychlejší Fitzgerald, do té doby plující za Andersonem, dostal před něj.
V 7.00 Fitzgerald informoval vedení společnosti, že kvůli špatnému počasí není jasné, kdy dorazí do zdymadel Soo. Později dne 10. listopadu se střed bouře přesunul nad kanadské území a směr větru se postupně měnil ze severovýchodního přes jižní až na severozápadní. Kolem 14.45 začalo sněžit a posádka Andersona ztratila Fitzgeralda, plujícího ve vzdálenosti asi 16 mil před nimi, vlivem snížené viditelnosti z dohledu. Poté už loď nikdo nespatřil.
Těsně po 15.30 kapitán McSorley ohlásil, že Edmund Fitzgerald nabírá vodu, přišel o dva kryty ventilačních otvorů a část zábradlí a že se plavidlo naklání. Zároveň sdělil, že zpomalí, aby jej Anderson mohl dohnat. Brzy poté Pobřežní stráž upozornila všechny lodě v oblasti, že zdymadla Soo nepřijímají plavidla a že by měly vyhledat bezpečný úkryt. Po 16.10 Fitzgerald informoval, že jeho radary jsou nefunkční, a požádal Andersona, aby mu s navigací pomáhal svým radarem. V 16.39 kapitán McSorley kontaktoval Pobřežní stráž s dotazem, zda je maják a radiomaják Whitefish Point v provozu. Dostalo se mu odpovědi, že podle monitorovacího systému ani jedno ze zařízení nepracuje (maják byl v té době již několik let automatizován). Mezi 17.00 a 17.30 však lodivod na palubě švédské lodi Avafors vysílačkou Fitzgeraldovi sdělil, že maják svítí, ale radiomaják funkční není. Během konverzace také lodivod zaslechl, jak kapitán McSorley rozkazuje, aby nikdo z jeho posádky nevycházel na palubu. Později McSorley Avafors informoval, že se jeho loď „silně naklání“, přišla o oba radary a že se přes palubu převaluje voda.
V 16:52 na Andersonovi naměřili rychlost větru 58 uzlů (stupeň 11 na Beaufortově stupnici), vlnobití pak kolem 18.00 dosahovalo výšky až 7,6 m. Kapitán Andersona také vypověděl, že vítr v nárazech dosahoval rychlosti 70–75 uzlů, a jeho loď měly zasáhnout vlny až 11 m vysoké. Kolem 19.10 Anderson informoval Fitzgeralda o plavidle plujícím opačným směrem, které obě lodi bezpečně míjelo. Na následný dotaz, jak svou situaci zvládají, Fitzgerald odpověděl: „Držíme se.“ Žádnou další zprávu, ani nouzové volání, už nikdo nezachytil. O deset minut později již radar na Andersonovi nebyl schopen Fitzgeralda zachytit, loď (v předpokládané vzdálenosti 10 mil) nebylo vidět, ačkoliv světla na pobřeží v dvojnásobné vzdálenosti vlivem zlepšené viditelnosti vidět šla, a plavidlo se nepodařilo kontaktovat ani vysílačkou.

### Pátrání
Arthur M. Anderson v 19.39 kontaktoval Pobřežní stráž na kanálu 16, nouzové frekvenci, načež byl instruován k přeladění na kanál 12, jelikož Pobřežní stráž chtěla ponechat nouzovou frekvenci volnou a navíc bouře poškodila některé antény. Anderson následně kontaktoval opačným směrem plující loď Nanfri, která jej informovala, že ani na jejím radaru není Edmund Fitzgerald vidět. Ve 20.32 Pobřežní stráž zachytila hovor, ve kterém kapitán Andersona vyjadřuje obavy o Fitzgeralda, a v 21.03 pak stejná loď ohlásila Fitzgeralda jako pohřešovaného. Jelikož Pobřežní stráž v oblasti postrádala vhodná pátrací a záchranná plavidla, do prvotního pátrání se zapojil Anderson a další nákladní loď, William Clay Ford. V 10.53 na místo dorazil hydroplán Pobřežní stráže a 11. listopadu v 1.00 pak i vrtulník vybavený silným pátracím světlometem. Zapojila se také letadla Kanadské pobřežní stráže. Ačkoliv byly nalezeny trosky, včetně záchranných člunů a raftů, nebyli nalezeni žádní přeživší, ani těla. V době potopení čítala posádka Edmunda Fitzgeralda 29 osob ve věku od 20 do 63 let.

### Vrak lodi

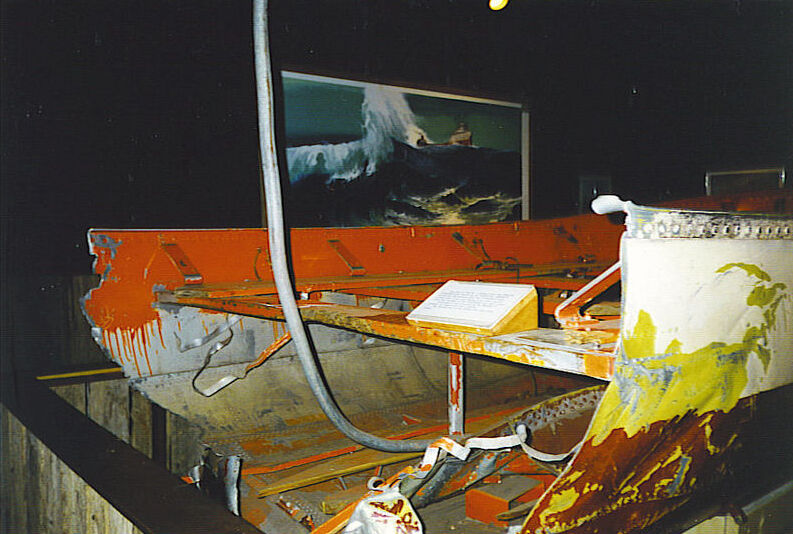
Jeden z nalezených záchranných člunů

Vrak lodi Edmund Fitzgerald byl nalezen letounem P-3 amerického námořnictva vybaveným detektorem magnetických anomálií 14. listopadu 1975. Nachází se asi 24 km západně od zátoky Deadman's Cove v Ontariu a přibližně 27 km severozápadně od vstupu do zálivu Whitefish. Leží v hloubce 160 m v kanadských vodách blízko americko-kanadské hranice. Následné průzkumy pomocí vlečného sonaru i podmořských plavidel ukázaly, že se plavidlo rozlomilo na dvě části. Příďová část, asi 84 m dlouhá, zůstala ve vzpřímené poloze, zatímco asi 77 m dlouhá zadní část leží na dně převrácená kýlem vzhůru. Mezi oběma částmi, vzdálenými cca 50 m, leží množství železnorudných pelet a dalších trosek, včetně plátování trupu a poklopů nákladových prostorů.
K vraku bylo podniknuto několik výprav, jednu z nich v roce 1980 vedl Jean-Michel Cousteau na palubě plavidla RV Calypso. Expedice Freda Shannona z roku 1994 nalezla poblíž přídě pozůstatky jednoho z členů posádky. Před samotnou akcí také Shannon studoval navigační mapy a dle jeho názoru velká část vraku leží v amerických vodách, vlivem chyb v zakreslení státní hranice na oficiálních mapách jezera. V roce 1995 byl vyzvednut lodní zvon a nahrazen replikou. Ve stejném roce dva potápěči, s využitím směsi trimix, absolvovali několik ponorů k vraku. Jde o jediné osoby, o kterých je známo, že se vraku dotkly. V roce 2005 přijatý dodatek zákona provincie Ontario umožňuje kolem chráněných památek vyhlašovat zóny, ve kterých smí určité činnosti (potápění, použití ponorného sonaru, natáčení podvodními kamerami) vykonávat jen držitelé platné licence. Na základě tohoto zákona v roce 2006 vláda provincie vyhlásila podobnou zónu v okruhu 500 m kolem vraku lodi Edmund Fitzgerald, který je považován za „vodní hrob“.

## Možné příčiny potopení
Přesná příčina potopení zůstává neznámá, ale špatné počasí je většinou uváděno jako jeden z faktorů.

### Počasí a vlny
V roce 2005 NOAA a NWS provedly simulaci počasí ve dnech 9–11. listopadu 1975, včetně větru a vln. Podle analýzy simulace se odpoledne 10. listopadu oblast nejsilnějšího větru nacházela v jihovýchodní části Hořejšího jezera, kam Edmund Fitzgerald směřoval. Rychlost větru se zde pohybovala kolem 50 uzlů (lokálně až 60 uzlů), což vytvářelo vlny o výšce přes 7,5 m. V čase potopení Fitzgeralda zaznamenal Arthur M. Anderson severozápadní vítr o rychlosti 57 uzlů, což odpovídá výsledkům simulace (54 uzlů). Podle simulace také jedna vlna ze sta dosahovala výšky 11 m a jedna vlna z tisíce až 14 m. Jelikož Edmund Fitzgerald plul na východ až jihovýchod, vlny pohybující se v jeho oblasti ze západu na východ pravděpodobně způsobovaly silné kymácení lodi.

### Obří vlny
V oblasti, kde se Edmund Fitzgerald potopil, byl hlášen výskyt skupiny tří po sobě jdoucích velkých vln, fenomén, který námořníci nazývají „tři sestry“. Dle výpovědi kapitána Arthura M. Andersona jeho loď kolem 18.30 v krátkém sledu zasáhly dvě vlny o výšce 9,1–10,7 m, přičemž první z nich dokonce svou silou poškodila záchranný člun. Podle něj se obě vlny, možná následované ještě třetí, pohybovaly směrem k Edmundu Fitzgeraldovi. Jelikož v krátkých intervalech mezi nárazy jednotlivých vln voda nestíhá odtékat pryč, může se nahromadit na palubě lodi. Právě tyto tři vlny tak mohly umocnit efekt již přítomného náklonu a nízké rychlosti, díky kterým se na palubě lodi hromadilo větší množství vody než obvykle. V rámci jedné epizody kanadského televizního seriálu Dive Detectives z roku 2010, věnované potopení lodi Edmund Fitzgerald, byly ve vodní nádrži provedeny testy ve zmenšeném měřítku, kdy byl model lodi vystaven vlně, jejíž výška by odpovídala 17 m. Experiment ukázal, že takováto vlna by byla schopna téměř úplně zaplavit příď nebo záď lodi.

### Zaplavení nákladového prostoru
Vyšetřovací zpráva Pobřežní stráže z 26. července 1977 jako pravděpodobnou příčinu potopení lodi udává zatopení nákladového prostoru skrz nedostatečně těsnící poklopy. K průběžnému zaplavování nákladového prostoru mělo docházet v průběhu dne 10. listopadu, postupně mělo zesilovat s tím, jak se loď nořila stále hlouběji do vody. Loď nakonec ztratila vztlak a stabilitu a potopila se. Zpráva dále uvádí, že systém uzavírání poklopů a jejich těsnění nebyl dostatečně udržován, a ze stavu západek poklopů, z nichž velká část byla nepoškozená a v otevřené poloze, vyvozuje, že pouze poškozené západky byly v průběhu plavby skutečně správně zajištěny.
Od počátku vyšetřování se někteří pozůstalí i odborové organizace domnívali, že by závěry Pobřežní stráže mohly být neobjektivní, jelikož se složka mohla snažit o zakrytí vlastních nedostatků souvisejících s touto katastrofou. Paul Trimble, bývalý viceadmirál Pobřežní stráže a prezident asociace sdružující americké loďaře na Velkých jezerech (Lake Carriers Association, LCA), ve svém dopise Národnímu úřadu pro bezpečnost dopravy (NTSB) – odeslaném až po vydání vyšetřovací zprávy Pobřežní stráže, ale ještě před vydáním závěrečné zprávy NTSB, který nehodu také vyšetřoval – uvádí, že jednodílné poklopy nákladových prostorů se i za špatného počasí velmi osvědčily, když během 40 let nebyla ztracena jediná loď. Nedocházelo podle něj ani k akumulaci vody v nákladových prostorech a západky použité k zajištění poklopů představovaly oproti svým předchůdcům výrazný pokrok. Podle Wolffa bylo běžné, že lodě při vyplutí nemívaly zajištěné všechny západky poklopů.
Závěry ve vyšetřovací zprávě NTSB z 4. května 1978 se od těch, ke kterým dospěla Pobřežní stráž, částečně liší. Na základě analýzy vraku a stavu poklopů došel úřad k závěru, že pravděpodobnou příčinou potopení bylo prudké zaplavení nákladového prostoru po zhroucení jednoho nebo několika jeho poklopů. K pomalému nabírání vody (podobně, jako uvádí zpráva Pobřežní stráže) mělo docházet postupně vlivem netěsnosti poklopů a poškození, které McSorley ohlásil v 15.30. Následný náklon a snížení volného boku plavidla pak poklopy vystavilo ještě více silám vlnobití, až došlo k jejich selhání.

### Najetí na mělčinu
LCA věřila, že spíše než selhání poklopů stálo za potopením lodi najetí na mělčinu. Edmund Fitzgerald se měl podle nich poškodit o útes na mělčině označované „šest sáhů“, nacházející se severně od ostrova Caribou, vlivem navigace ztížené absencí radaru a nefunkčním majákem Whitefish Point. Podle zastánců tohoto názoru mohlo najetí způsobit také hlášenou ztrátu části zábradlí, kdy se loď mohla po kontaktu se dnem prohnout a lana natažená podél její paluby prasknout. Proti této teorii naopak hovoří, že průzkum provedený potápěči po katastrofě na inkrementované mělčině neodhalil žádné známky kolize. Na později publikovaných fotografiích záďové části vraku Edmunda Fitzgeralda také spodní část trupu plavidla nevykazuje známky kolize. Důvodem prosazování této varianty ze strany LCA mohlo být to, že by její členské společnosti, klasifikační společnost American Bureau of Shipping ani Pobřežní stráž v takovém případě nenesly vinu za havárii.
Paul Hainault, bývalý profesor strojírenství, prosazoval teorii původně vzešlou ze školního projektu. Podle ní Edmund Fitzgerald najel na mělčinu Superior, nacházející se ve středu Hořejšího jezera, již v 9.30 a jeden z ostrých výčnělků měl vytvořit otvor ve střední části lodi. Vlny postupně dále poškozovaly trup, až celá jeho prostřední část odpadla, zbytky plavidla držela pohromadě jen hlavní paluba. Otevřená část zádě začala působit jako kotva a v důsledku prudkého zpomalení se loď ještě na hladině rozpadla.

### Selhání konstrukce

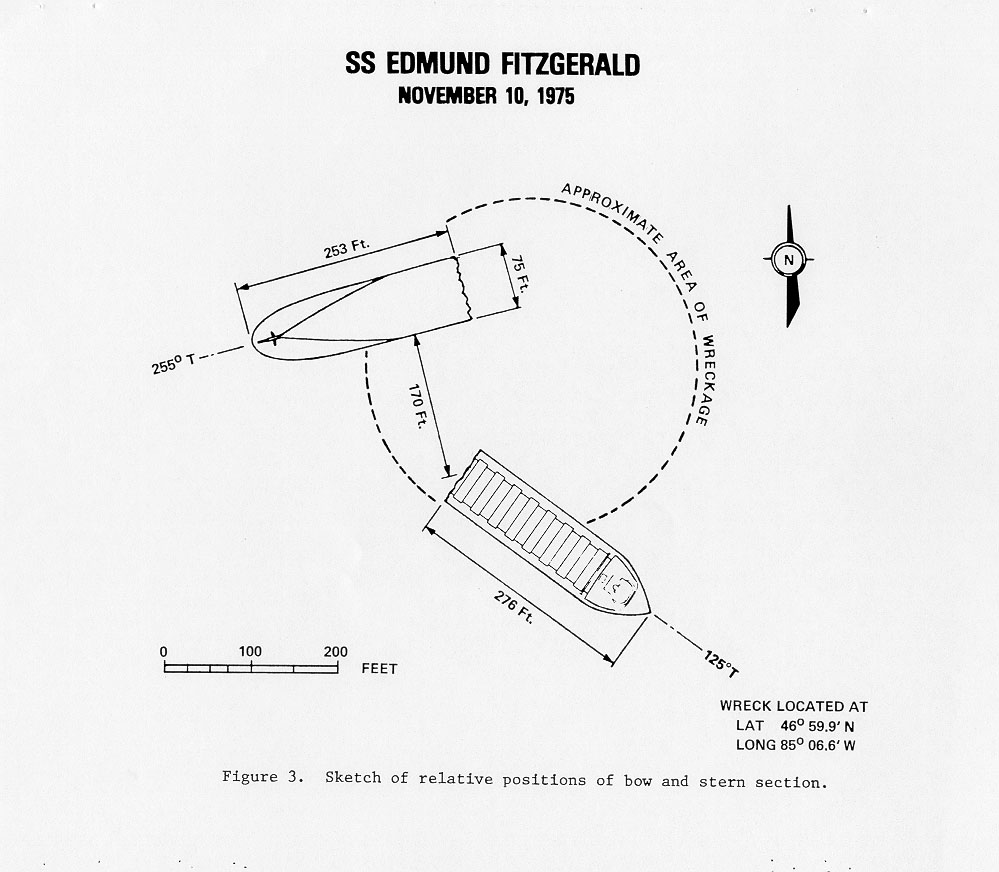
Poloha vraku lodi na nákresu Pobřežní stráže

Úřad pro bezpečnost dopravy i Pobřežní stráž zkoumaly možnost konstrukčního selhání trupu plavidla, ale na základě polohy přední a zadní části vraku oba subjekty usoudily, že k rozlomení lodi nedošlo na hladině, ale až při sestupu na dno, případně po kontaktu s ním. Ani simulace možných scénářů zatopení lodi nenaznačovaly, že by mohly ohybové momenty přesáhnout kritickou mez.
Podle jiných se však Edmund Fitzgerald pod náporem silných vln mohl rozlomit ještě na hladině, podobně jako se za listopadových bouří v roce 1958, resp. 1966 rozlomily jezerní lodě Carl D. Bradley a Daniel J. Morrell. Po zhlédnutí snímků pořízených v roce 1989 z polohy rozsypaného nákladu Stonehouse odvodil, že záďová sekce se na hladině udržela déle než příďová. Shannon po své výpravě k vraku v roce 1994 usoudil, že se plavidlo rozlomilo na hladině. Tvrdil, že pokud by k rozlomení došlo až později, obě části by ležely mnohem blíže u sebe. Dále podle něj okolí vraku naznačuje, že se zadní sekce ještě na hladině převrátila a z poškozeného nákladového prostoru se vysypala část železné rudy, na kterou poté záď zčásti dosedla.
Teorii o selhání trupu podporuje i výpověď bývalého druhého důstojníka, který na lodi sloužil v letech 1972–1973. Podle něj měla loď tendenci se v bouřích prohýbat „jako skokanské prkno“. Za znak nadměrného namáhání pak považoval i nátěr v podpalubí, který praskal a štípal se. George H. Burgner, sloužící na Fitzgeraldovi 10 let jako lodní steward, vypověděl, že osobně viděl několik prasklých svárů podél kýlu lodi. K výpovědi před vyšetřovací komisí však předvolán nebyl.
Když byla v roce 1980 trvale odstavena Fitzgeraldova sesterská loď, Arthur B. Homer, a to pouhých pět let poté, co byla nákladně prodloužena o 29 m, začaly se objevovat dotazy, zda obě lodě netrpěly stejnými konstrukčními problémy. Obě plavidla byla totiž postavena stejnou loděnicí a využívala svařovanou konstrukci místo tradičnější nýtované. Zatímco nýty lodím umožňovaly v silných bouřích ohýbat se a pružit, svařované spoje byly náchylnější k praskání. Některé opravy trupu Edmunda Fitzgeralda měly být dle dostupných zpráv během roku 1975 odkládány proto, že bylo podobně jako v případě jeho sestry po ukončení plavební sezóny plánováno jeho prodloužení. V roce 1978 odmítl vlastník Arthura B. Homera na lodi přepravit předsedu NTSB, a to bez udání důvodu. Plavidlo bylo na konci roku 1980 odstaveno a v roce 1987 sešrotováno.
Raymond Ramsay, námořní architekt a člen týmu loděnice GLEW stojícího za návrhem trupu Edmunda Fitzgeralda, po prostudování materiálů týkajících se historie lodi i dalších plavidel, která se rozlomila, usoudil, že Edmund Fitzgerald dne 10. listopadu 1975 nebyl způsobilý k plavbě. Šlo o první loď, kterou společnost GLEW stavěla metodou svařování z prefabrikovaných dílů, při návrhu tak nebylo možné využít předchozí zkušenosti z provozu a k dispozici nebyly ani počítačové výpočetní metody. Délka plavidla, větší než u kterékoliv předchozí jezerní lodi, podle Ramsayho vedla k takovému poměru délky a hloubky trupu, který způsoboval jeho nadměrné ohýbání. Trup měl být dle něj více vyztužen, aby namáhání souvisejícímu s délkou lodi lépe odolával.

### Poškození na palubě
Vyšetřovací zpráva NTSB jako možný faktor potopení Edmunda Fitzgeralda uvádí poškození na palubě, způsobené před 15.30 buď cizím objektem, nebo těžkým předmětem uvolněným přímo z lodi. Ten měl způsobit hlášené poškození ventilačních otvorů a zábradlí, možná i plátů trupu. Voda se následně měla dostat do balastních nádrží a postranních tunelů, čímž měla zapříčinit náklon lodi. Námořník a historik Thompson věřil, že poškození způsobené objektem uvolněným z paluby lodi umožnilo vodě dostat se do podpalubí a vyvolat náklon. Dále se domníval, že poškození závažnější, než jaké mohl kapitán McSorley odhalit z můstku lodi, stálo za vnikáním vody až do nákladového prostoru. Dle jeho názoru tak bylo zřejmou příčinou potopení Edmunda Fitzgeralda právě poškození nahlášené v 15.30 v kombinaci se silným vlnobitím.

## Možné přispívající faktory

### Předpověď počasí

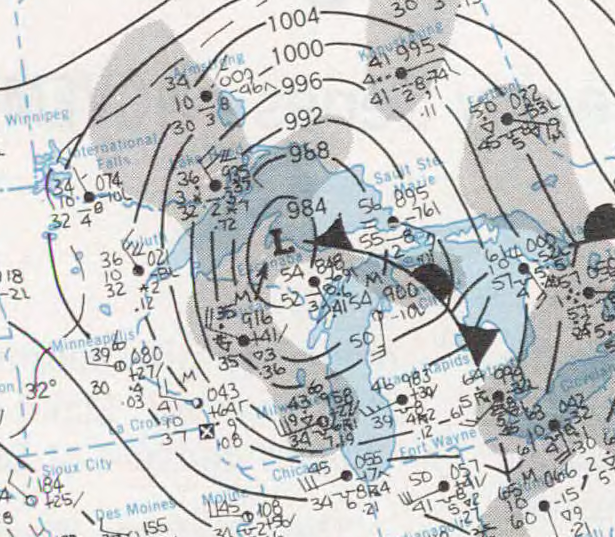
Meteorologická mapa ze dne 10. listopadu 1975

Předpověď počasí NWS z 9. listopadu předpovídala, že bouře projde oblastí na jih od Hořejšího jezera. Kapitán Paquette velící lodi Wilfred Sykes, která přístav Superior opustila přibližně dvě hodiny po Fitzgeraldovi, systém tlakové níže sledoval již od 8. listopadu a předpovídal, že bouře bude postupovat přes jezero. Zvolil proto trasu podél pobřeží poskytujícího částečnou ochranu a jeho loď nejhorší část bouře přečkala v Thunder Bay. Naopak Arthur M. Anderson i Edmund Fitzgerald se na základě předpovědi NWS zpočátku drželi obvyklé trasy pro plavby na východ, což je zavedlo přímo do dráhy bouře. Dle zprávy NTSB odhad NWS ohledně rychlosti větru pro 10. listopad odpovídal naměřeným údajům, ale odhad výšky vln přesný nebyl, vlny zaznamenané na Andersonovi byly až o 75 % vyšší. Hultquist, který v roce 2005 spolupracoval na simulacích počasí v osudnou dobu, konstatoval, že se Fitzgerald „ocitl ve špatný čas na špatném místě.“

### Nepřesné mapy
Pobřežní stráž při zkoumání, zda mohl Edmund Fitzgerald najet na mělčinu u ostrova Caribou, prostudovala navigační mapy této oblasti, jež byly založeny na mapováních z let 1916 a 1919. Následný průzkum provedený v roce 1976 odhalil, že místo s hloubkou menší než šest sáhů se nachází i o téměř jednu míli východněji, než bylo zaznamenáno v mapě. Ačkoliv podle zprávy NTSB se Fitzgerald nebezpečným vodám pravděpodobně vyhnul, mapa, kterou posádka zřejmě používala, byla označena za nedostatečně detailní.

### Vodotěsné přepážky
Thompson prohlásil, že pokud by nákladový prostor byl rozdělen vodotěsnými přepážkami, mohl Fitzgerald doplout až do zálivu Whitefish. I podle Stonehouse se loď potopila kvůli chybějícímu vodotěsnému rozdělení nákladového prostoru. Prohlásil, že jezerní lodě přepravující železnou rudu jsou nebezpečná plavidla, která „může teoreticky poslat ke dnu i palec široký otvor ve stěně nákladového prostoru.“ Také vyšetřovací zpráva NTSB označila absenci vodotěsných přepážek v nákladovém prostoru za přispívající faktor havárie a doporučila, aby trupy nákladních plavidel na Velkých jezerech byly děleny na vodotěsné oddíly, které by zabránily potopení lodi po průniku vody do některé její části.
Zavedení pravidel požadujících instalaci vodotěsných přepážek, které by lodím umožnily dostat se i přes poškození bezpečně do přístavu, případně by aspoň posádce poskytly čas na evakuaci, navrhovala Pobřežní stráž již po zkáze lodi Daniel J. Morrell v roce 1966 a ve svém úsilí pokračovala i po potopení Fitzgeralda. Proti těmto návrhům byla naopak asociace dopravců LCA, podle které by to jejím členům způsobilo finanční potíže.

### Vybavení lodi
Edmund Fitzgerald nebyl vybaven echolotem pro zjišťování hloubky dna, ačkoliv taková zařízení byla k dispozici. Tehdejší regulace to nevyžadovaly. Místo toho bylo k měření používáno lano s olovnicí a uzly umístěnými v definovaných intervalech. Podle NTSB by vybavení echolotem lodi poskytlo další navigační data a učinilo ji méně závislou na asistenci Arthura M. Andersona.
Fitzgerald neměl žádné technické zařízení pro zjišťování hladiny vody v nákladovém prostoru. Intenzita bouře 10. listopadu ztěžovala, či přímo znemožňovala přístup do nákladového prostoru skrz poklopy z hlavní paluby, navíc by zaplavení prostoru bylo možné detekovat až poté, co by voda dosáhla do výšky nákladu. Při vyšetřování NTSB  vyšlo najevo, že bylo téměř nemožné odčerpávat vodu z nákladového prostoru, pokud v něm byl přítomen náklad. Plavidlo nebylo vybaveno ani zařízením pro zjišťování ponoru, posádka tak neměla prostředek k zjištění snížení volného boku lodi.

### Změna maximálního zatížení

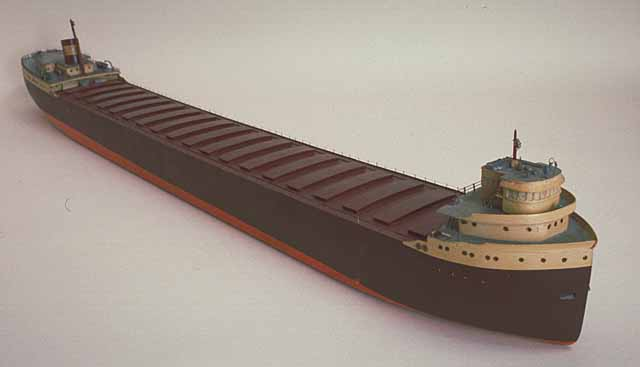
Model lodi Edmund Fitzgerald

Pobřežní stráž celkem třikrát (v letech 1969, 1971 a 1973) povolila zvýšit limit maximálního možného zatížení Edmunda Fitzgeralda zvětšením maximálního ponoru, minimální výška volného boku se tím snížila o 997 mm ve srovnání s výchozím limitem z roku 1958. Během osudné bouře s vlnami až 11 m vysokými tak byla paluba lodi sotva 3,5 m nad hladinou. Změny zatížení umožnily lodi převážet přibližně o 4000 tun nákladu více oproti původnímu stavu, snížily však zásobu plovatelnosti a zhoršily i její chování.

### Údržba
Závěrečná zpráva NTSB zmiňuje, že vlivem zvětšení ponoru docházelo k častějším a vážnějším kontaktům trupu lodi se dnem poblíž přístavních zařízení. Jelikož jezerní lodě navštěvují suchý dok jen jednou za pět let, neodhalené poškození by mohlo vést až ke konstrukčnímu selhání během plavby. Oproti bývalému kapitánu Pulcerovi údajně McSorley nebyl dostatečně důsledný v požadavcích na provádění pravidelné údržby na své lodi. Po zhlédnutí fotografií svárů na Edmundu Fitzgeraldovi prezident Americké společnosti pro testování a materiály (American Society for Testing and Materials, ASTM) prohlásil, že „trup držely pohromadě jen záplaty.“ Jelikož Pobřežní stráž ve své zprávě kritizovala špatný stav poklopů nákladového prostoru a jejich těsnění, objevily se dotazy, proč tento stav neodhalila a neřešila, když před listopadem 1975 prováděla na lodi prohlídku.

### Nedostatek obezřetnosti
McSorley byl znám jako „kapitán špatného počasí“, který jen málokdy vyhledával úkryt před bouří. Kapitán Paquette, jehož Wilfried Sykes byl první lodí, která po bouři dorazila do přístavu, byl přesvědčen, že za potopením Edmunda Fitzgeralda stála nedbalost kapitána McSorleyho, který měl zvolit pro svou loď bezpečnější trasu. Paquette nebyl během vyšetřování předvolán k výpovědi.
Zpráva NTSB uvádí, že nákladní lodě na Velkých jezerech byly konstruovány pouze s asi poloviční podélnou pevností než lodě námořní, a to z důvodu menších výšek vln i krátkých tras, díky kterým mohla plavidla v případě nepříznivých podmínek vyhledat bezpečné útočiště, případně vůbec nevyplouvat. Jelikož však i na Velkých jezerech mohlo dojít k překročení návrhových hodnot konkrétní lodi, bylo doporučeno zavést limitní podmínky, při kterých by plavidlo nesmělo vyplout. Někteří se domnívali, že dopravci tlačili na kapitány, aby náklad dopravili co nejrychleji bez ohledu na počasí. V době potopení Edmunda Fitzgeralda se ze strany regulačních úřadů neobjevovaly žádné pokusy o omezení plavby za špatného počasí, ačkoliv se na Velkých jezerech během bouří potopily stovky lodí. Dle názoru Pobřežní stráže pouze kapitán lodi mohl rozhodnout, zda jsou podmínky pro plavbu bezpečné.
Pobřežní stráž dále prohlásila, že povaha plavby v chráněných vodách Velkých jezer s rutinními trasami vedla k přílišné sebejistotě a nedostatku obezřetnosti vzhledem k špatným podmínkám, které i v těchto vodách mohly panovat. Podle ní se tyto nedostatky projevovaly v nedostatečné údržbě a přípravě na špatné počasí, stejně jako v riskantním chování kapitánů přesvědčených, že v případě zhoršení situace je vždy možné dosáhnout bezpečného útočiště. Zpráva zmiňuje i fakt, že zatímco v letním období bývá počasí příznivé, na konci plavební sezóny se mohou podmínky náhle prudce zhoršovat, a vyzývá k zvýšení povědomí o hrozících nebezpečích.
Thompson argumentuje, že Pobřežní stráž svalením viny na nedostatky celého odvětví odhalila své vlastní nedostatky, jelikož právě ona prováděla inspekci Edmunda Fitzgeralda pouhé dva týdny před jeho potopením. Katastrofa odhalila také nedostatek záchranných plavidel Pobřežní stráže, podle Thompsona bylo nepravděpodobné, že by se k incidentu na Hořejším nebo Huronském jezeře lodě Pobřežní stráže stačily dostat během 6 až 12 hodin.

## Právní vypořádání

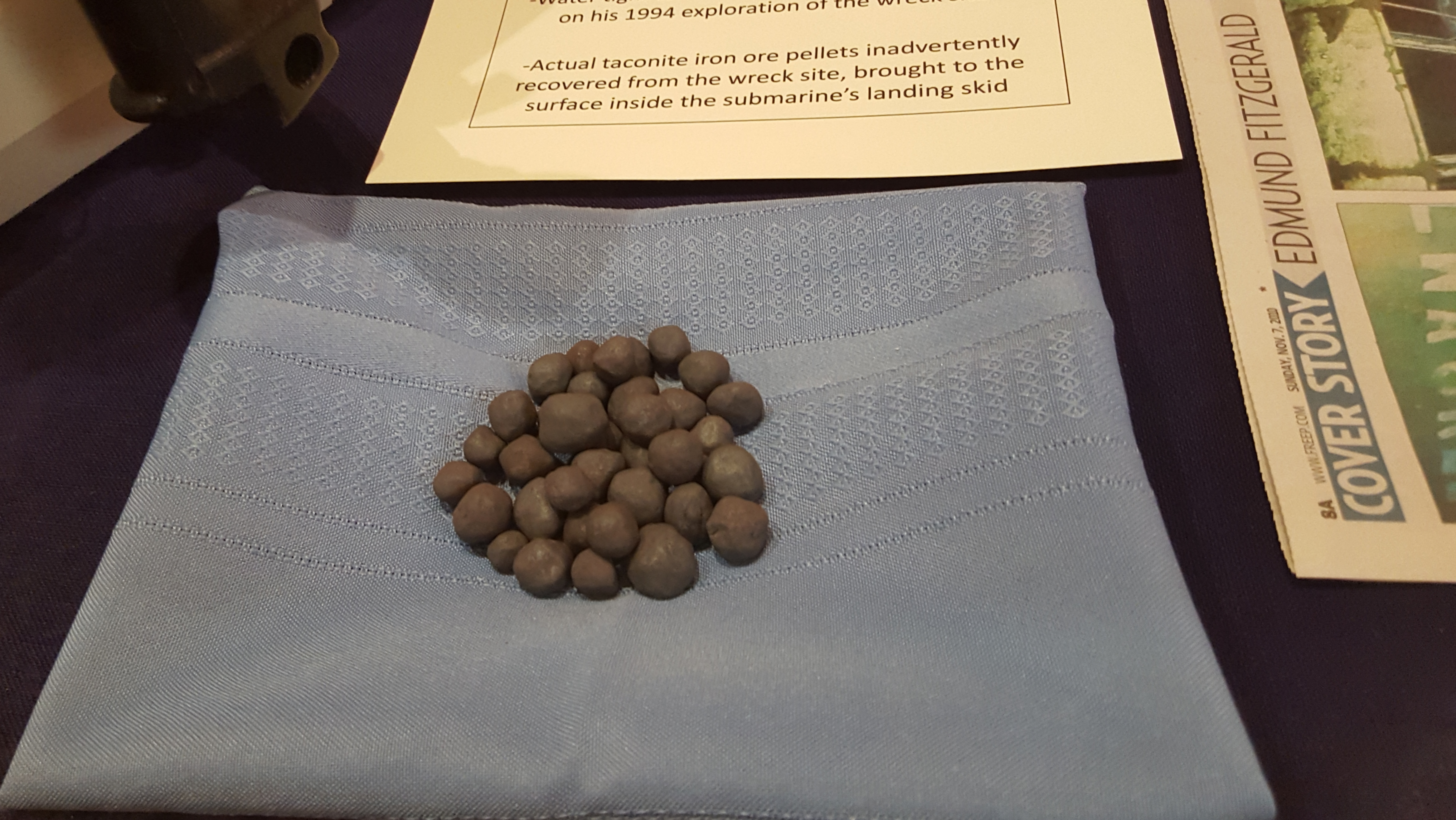
Železnorudné pelety neúmyslně vyzvednuté z vraku při jednom z ponorů

Podle námořního práva spadá loď pod jurisdikci námořního soudu země, pod jejíž vlajkou se plaví. Ačkoliv se tedy Edmund Fitzgerald potopil v kanadských vodách, podléhal americkému námořnímu právu. S finanční ztrátou 24 milionů USD bylo potopení Fitzgeralda nejnákladnější v dějinách plavby na Velkých jezerech a kromě 29 členů posádky šlo s lodí ke dnu i 26 535 t železné rudy. Dvě vdovy po námořnících zažalovaly týden po potopení vlastníka (Northwestern Mutual) a provozovatele lodi (Oglebay Norton) o 1,5 mil. dolarů. Později byla podána žaloba o dalších 2,1 mil. dolarů. Oglebay Norton vyplatil rodinám obětí kompenzace v nezveřejněné výši, a to přibližně rok před zveřejněním výsledků vyšetřování. Redaktor Robert Hemming ve své knize o Edmundu Fitzgeraldovi uvádí, že závěry vyšetřování Pobřežní stráže, které přímo nesvalovaly vinu ani na provozovatele lodi, ani na jejího kapitána, ušetřily společnost Oglebay Norton velmi nákladných žalob.

## Následné změny
Pobřežní stráž vydala v rámci své vyšetřovací zprávy 15 doporučení, týkajících se mimo jiné zatížení lodí, vodotěsného dělení nákladových prostorů nebo výcviku v použití záchranných prostředků. NTSB pak vydala 25 doporučení, z nichž většina byla adresována Pobřežní stráži. Následující doporučení byla uvedena do praxe:
1. Od roku 1977 všechny lodě s tonáží 1600 BRT a vyšší musí být vybaveny echolotem pro zjišťování hloubky.[107]
2. Od roku 1980 je vyžadována přítomnost záchranných obleků v kajutě každého člena posádky a na jeho obvyklém pracovišti.[108]
3. Pro navigaci na Velkých jezerech byl v roce 1980 implementován radionavigační systém LORAN-C, v 90. letech nahrazený systémem GPS.[109]
4. Na všech lodích na Velkých jezerech jsou instalovány nouzové radiomajáky EPIRB.[108]
5. Navigační mapy severovýchodu Hořejšího jezera byly zpřesněny a zpodrobněny.[110]
6. Národní úřad pro oceán a atmosféru revidoval svou metodu pro předpověď výšky vln.[110]
7. Pobřežní stráž zrušila dodatek z roku 1973, který umožňoval zvýšit zatížení plavidel.[111]
8. Pobřežní stráž zahájila program předlistopadových prohlídek, který jí byl doporučen NTSB. V jeho rámci inspektoři na palubách lodí kontrolují stav poklopů i záchranného vybavení.[112]

Jeden z členů posádky Arthura M. Andersona prohlásil, že od potopení Edmunda Fitzgeralda se snažili během vichřic kotvit, jelikož katastrofa ukázala, že „i ty velké lodě se mohou potopit.“ Thompson napsal, že po ztrátě Fitzgeralda sice někteří kapitáni měli tendenci nevydávat se vstříc silným bouřím, ale pořád podle něj zbývalo dost těch, kteří měli pověst „kapitánů špatného počasí“.

## Památka

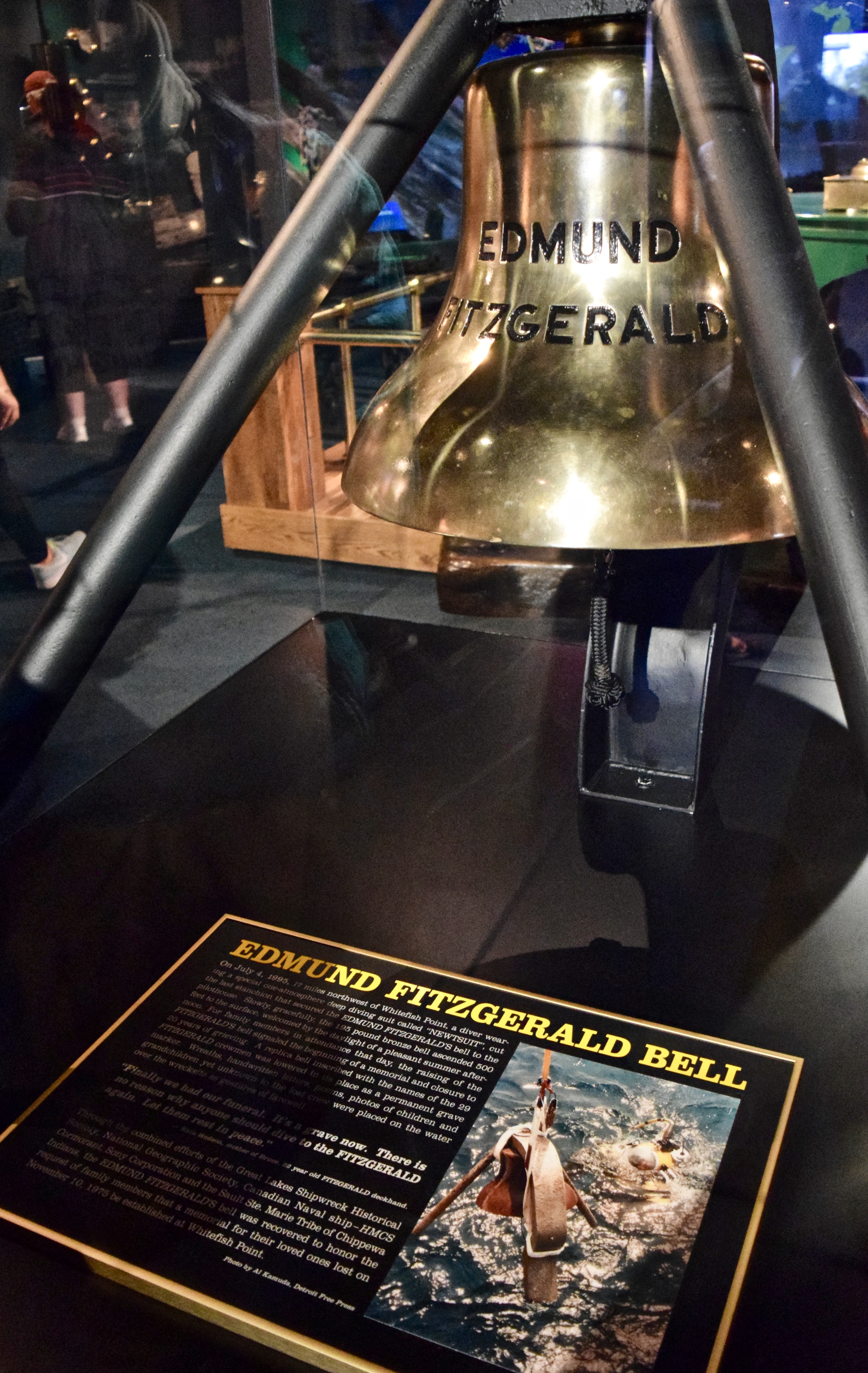
Vystavený lodní zvon

Den po havárii zvon Kostela námořníků v Detroitu odbil 29krát, jednou za každý ztracený život. Kostel každoročně pořádal vzpomínkový akt na potopení Edmunda Fitzgeralda s odbíjením zvonu až do roku 2006, kdy byl akt rozšířen i na další námořní tragédie. Zvon lodi, vyzvednutý v červenci 1995, byl darován muzeu k vystavení na mysu Whitefish Point. Kotva, kterou Edmund Fitzgerald ztratil ještě před poslední plavbou, byla později vyzvednuta ze dna a vystavena v muzeu v Detroitu. Expozice věnovaná Edmundu Fitzgeraldovi se nachází na muzejní lodi Valley Camp v Sault Ste. Marie, součástí jsou i dva Fitzgeraldovy záchranné čluny. Vždy 10. listopadu se na památku ztraceného plavidla rozsvěcuje jinak již vyřazený maják Split Rock. V roce 2015 Královská kanadská mincovna vyrazila 7000 kusů pamětních mincí připomínajících potopení lodi.

### V kultuře
Kanadský písničkář a skladatel Gordon Lightfoot složil o potopení lodi píseň The wreck of the Edmund Fitzgerald, vydanou na albu Summertime Dream z roku 1976. V roce 2015 řekl, že ho k napsání písně inspiroval překlep ve jméně lodi v týdeníku Newsweek, rozsah zmíněného článku podle něj navíc neodpovídal významu události. Díky Lightfootově populární baladě se potopení Edmunda Fitzgeralda stalo jedním z nejznámějších v historii Velkých jezer. U nás píseň přezpíval Karel Zich, nese název „Vrak“.